# Erythrocles scintillans
Erythrocles scintillans är en fiskart som först beskrevs av Jordan och Thompson 1912.  Erythrocles scintillans ingår i släktet Erythrocles och familjen Emmelichthyidae. Inga underarter finns listade i Catalogue of Life.